# Palamas (gemeente)
Palamas (Grieks: Παλαμάς) is sedert 2011 een fusiegemeente (dimos) in de Griekse bestuurlijke regio (periferia) Thessalië.
De drie deelgemeenten (dimotiki enotita) zijn:
- Fyllo (Φύλλο)
- Palamas (Παλαμάς)
- Sellana (Σέλλανα)